# Satyrium mirum
Satyrium mirum är en orkidéart som beskrevs av Victor Samuel Summerhayes. Satyrium mirum ingår i släktet Satyrium och familjen orkidéer. Inga underarter finns listade i Catalogue of Life.